# Блошка Полица
Блошка Полица (словен. Bloška Polica) је насељено место у општини Церкница, Приморско-нотрањска регија, Словенија.

## Историја
До територијалне реорганизације у Словенији била је у саставу старе општине Церкница.

## Становништво
У попису становништва из 2011. године, Блошка Полица је имала 69 становника.
| Број становника према пописима | Број становника према пописима | Број становника према пописима |
| ------------------------------ | ------------------------------ | ------------------------------ |
| 1991                           | 2002                           | 2011                           |
| 79                             | 78                             | 69                             |

## Галерија
- табла на улазу
- пећина "Крижна јама"